# 界牌镇 (丹阳市)
界牌镇，是中华人民共和国江苏省鎮江市丹阳市下辖的一个乡镇级行政单位。

## 行政区划
界牌镇下辖以下地区：
南区社区、中心社区、北区社区、界牌新村社区、界东村、界南村、界西村、界北村和界中村。